# Michèle Guigon
Pour les articles homonymes, voir Guigon.
Michèle Guigon, née le 1er juin 1959 à Belfort et morte le 4 septembre 2014 à Paris, est une comédienne, accordéoniste, humoriste, auteur-compositrice et metteuse en scène, chroniqueuse à France Inter pour l'émission On va tous y passer.

## Biographie
Elle meurt le 4 septembre 2014 des suites d'un cancer.
En 2018, ses ouvrages La vie va où ? et Pieds nus, traverser mon coeur reçoivent un Coup de cœur parole enregistrée et documents sonores de l’Académie Charles-Cros

## Théâtre

### Metteuse en scène
- 2011 : Jungles, mis en scène avec Susy Firth et Patrice Thibaud
- 2011 : Cocorico, mis en scène avec Susy Firth et Patrice Thibaud
- 2010 : Femme non rééducable de Stefano Massini
- 2009 : Big Shoot de Koffi Kwahulé
- 2007 : Trois trios écrit et mis en scène avec Susy Firth
- 2005 : Plouf ! de et avec Jean-Luc Barbezat et Benjamin Cuche
- 2004 : Une Seconde écrit et mis en scène avec Susy Firth
- 1995 : Il y a écrit et mis en scène avec Anne Artigau
- 1992 : Cabaret du P’tit Matin avec à la co-création Susy Firth et Anne Artigau
- 1991 : Piavodéon écrit avec Susy Firth
- 1989 : Les Chantefables de Desnos mis en scène avec Anne Artigau
- 1988 : En Face ou la Chanson Perdue écrit et mis en scène avec Anne Artigau
- 1986 : États d'Amour écrit et mis en scène avec Anne Artigau
- 1985 : Marguerite Paradis ou l’Histoire de Tout le Monde écrit et mis en scène avec Anne Artigau
- 1983 : Strapontin écrit et mis en scène avec Anne Artigau

### Auteur
- 2014 : Presqu'ils mise en scène par Laurence Février[4]
- 2011 : Pieds nus, traverser mon cœur co-écrit avec Susy Firth, mise en scène Anne Artigau
- 2011 : Les saules pleureurs sont des fleurs (mais ils ne le savent pas)[5]
- 2008 : La vie va où ?...  co-écrit avec Susy Firth
- 2007 : Trois trios co-écrit avec Susy Firth
- 1995 : Il y a co-écrit avec Anne Artigau
- 1994 : Duo histoire d’amourire mis en scène par Susy Firth
- 1992 : Cabaret du P’tit Matin avec à la co-création Susy Firth et Anne Artigau
- 1991 : Piavodéon écrit avec Susy Firth
- 1988 : En Face ou la Chanson Perdue co-écrit avec Anne Artigau
- 1986 : États d'Amour co-écrit avec Anne Artigau
- 1985 : Marguerite Paradis ou l’Histoire de Tout le Monde co-écrit avec Anne Artigau
- 1983 : Strapontin co-écrit avec Anne Artigau

### Actrice
- 2001 : Un cabaret à double fond
- 1996 : Cabaret du P’tit Matin aux étoiles
- 1992 : Cabaret du P’tit Matin
- 1991 : Piavodéon
- 1989 : Sainte Carmen de Montréal
- 1985 : Marguerite Paradis ou l’Histoire de Tout le Monde
- 1983 : Strapontin
- 1979 : Les Oubliettes mise en scène de Jérôme Deschamps et Macha Makeieff
- 1980 : La Petite Chemise de nuit mise en scène de Jérôme Deschamps et Macha Makeieff
- 1980 : Les Précipitations mise en scène de Jérôme Deschamps et Macha Makeieff
- 1981 : En avant mise en scène de Jérôme Deschamps et Macha Makeieff
- 1982 : Les Blouses de Jérôme Deschamps et Macha Makeieff
- 1984 : La Veillée de Jérôme Deschamps et Macha Makeieff

## Filmographie

### Actrice
- 1984 : Strapontin de Bernard Pavelek : La cliente
- 1986 : L'Araignée de satin de Jacques Baratier : Marguerite
- 1986 : Le bonheur a encore frappé de Jean-Luc Trotignon : la contractuelle
- 1986 : Sauve-toi, Lola de Michel Drach
- 1987 : Papillon du vertige de Jean-Yves Carrée Le Besque : l'accordéoniste
- 1987 : Un homme amoureux de Diane Kurys : la vieille actrice

## Publications
- La vie va où ?, Paris, Éditions Camino Verde, 2011, livre-disque, 52 p.  (ISBN 9791090267015)
- Pieds nus, traverser mon cœur, Paris, Éditions Camino Verde, 2012, livre-disque, 52 p.  (ISBN 9791090267022)
- Michèle Guigon, 2 spectacles, Paris, Éditions Camino Verde, 2017, DVD  (EAN 7107715885625)